# Rezultatele echipei naționale de fotbal a Angliei (1900-1929)
| · Rezultatele echipei naționale de fotbal a Angliei |
| --- |
| - 2000–prezent (Meciurile 764 →) - 1980–1999 (Meciurile 536 – 763 - 1960–1979 (Meciurile 337 – 535 - 1930–1959 (Meciurile 169 – 336) - 1900–1929 (Meciurile 68 – 168) - 1872–1899 (Meciurile 1 – 67) - meciuri neoficiale |

Aceasta este lista rezultatelor echipei naționale de fotbal a Angliei din 1900 până în 1929.

## Anii 1900

### 1900
| 17 martieHome Championship | Irlanda | 0 – 2  | Anglia        | Dublin, Irlanda         |  |
|                            |         | Report | Johnson Sagar | Stadion: Lansdowne Road |  |

| 26 martieHome Championship | Țara Galilor | 1 – 1  | Anglia | Cardiff, Țara Galilor      |  |
|                            | Meredith     | Report | Wilson | Stadion: Cardiff Arms Park |  |

| 7 aprilieHome Championship | Scoția      | 4 – 1  | Anglia  | Glasgow, Scoția      |  |
|                            | McColl Bell | Report | Bloomer | Stadion: Celtic Park |  |

### 1901
| 9 martieHome Championship | Anglia          | 3 – 0  | Irlanda | Southampton, Anglia |  |
|                           | Crawshaw Foster | Report |         | Stadion: The Dell   |  |

| 18 martieHome Championship | Anglia                 | 6 – 0  | Țara Galilor | Newcastle upon Tyne, Anglia |  |
|                            | Bloomer Needham Foster | Report |              | Stadion: St James' Park     |  |

| 30 martieHome Championship | Anglia            | 2 – 2  | Scoția            | Londra, Anglia          |  |
|                            | Blackburn Bloomer | Report | Campbell Hamilton | Stadion: Crystal Palace |  |

### 1902
| 3 martieHome Championship | Țara Galilor | 0 – 0  | Anglia | Wrexham, Țara Galilor      |  |
|                           |              | Report |        | Stadion: Racecourse Ground |  |

| 22 martieHome Championship | Irlanda | 0 – 1  | Anglia | Belfast, Irlanda              |  |
|                            |         | Report | Settle | Stadion: Balmoral Showgrounds |  |

| 3 maiHome Championship | Anglia        | 2 – 2  | Scoția        | Birmingham, Anglia  |  |
|                        | Settle Wilkes | Report | Templeton Orr | Stadion: Villa Park |  |

### 1903
| 14 februarieHome Championship | Anglia               | 4 – 0  | Irlanda | Wolverhampton, Anglia |  |
|                               | Woodward Sharp Davis | Report |         | Stadion: Molineux     |  |

| 2 martieHome Championship | Anglia         | 2 – 1  | Țara Galilor | Portsmouth, Anglia    |  |
|                           | Bache Woodward | Report | Watkins      | Stadion: Fratton Park |  |

| 4 aprilieHome Championship | Anglia   | 1 – 2  | Scoția         | Sheffield, Anglia     |  |
|                            | Woodward | Report | Speedie Walker | Stadion: Bramall Lane |  |

### 1904
| 29 februarieHome Championship | Țara Galilor   | 2 – 2  | Anglia      | Wrexham, Țara Galilor      |  |
|                               | Watkins Davies | Report | Davis Bache | Stadion: Racecourse Ground |  |

| 12 martieHome Championship | Irlanda | 1 – 3  | Anglia       | Belfast, Irlanda  |  |
|                            | Kirwan  | Report | Bache Common | Stadion: Solitude |  |

| 9 aprilieHome Championship | Scoția | 0 – 1  | Anglia  | Glasgow, Scoția      |  |
|                            |        | Report | Bloomer | Stadion: Celtic Park |  |

### 1905
| 25 februarieHome Championship | Anglia  | 1 – 1  | Irlanda              | Middlesbrough, Anglia  |  |
|                               | Bloomer | Report | Williamson -' (o.g.) | Stadion: Ayresome Park |  |

| 27 martieHome Championship | Anglia          | 3 – 1  | Țara Galilor | Liverpool, Anglia |  |
|                            | Woodward Harris | Report | G. Morris    | Stadion: Anfield  |  |

| 1 aprilieHome Championship | Anglia | 1 – 0  | Scoția | Londra, Anglia          |  |
|                            | Bache  | Report |        | Stadion: Crystal Palace |  |

### 1906
| 17 februarieHome Championship | Irlanda | 0 – 5  | Anglia                | Belfast, Irlanda  |  |
|                               |         | Report | Bond Brown Harris Day | Stadion: Solitude |  |

| 19 martieHome Championship | Țara Galilor | 0 – 1  | Anglia | Cardiff, Țara Galilor      |  |
|                            |              | Report | Day    | Stadion: Cardiff Arms Park |  |

| 7 aprilieHome Championship | Scoția | 2 – 1  | Anglia   | Glasgow, Scoția       |  |
|                            | Howie  | Report | Shepherd | Stadion: Hampden Park |  |

### 1907
| 16 februarieHome Championship | Anglia  | 1 – 0  | Irlanda | Liverpool, Anglia      |  |
|                               | Hardman | Report |         | Stadion: Goodison Park |  |

| 18 martieHome Championship | Anglia  | 1 – 1  | Țara Galilor | Londra, Anglia          |  |
|                            | Stewart | Report | Jones        | Stadion: Craven Cottage |  |

| 6 aprilieHome Championship | Anglia  | 1 – 1  | Scoția             | Newcastle upon Tyne, Anglia |  |
|                            | Bloomer | Report | Crompton -' (o.g.) | Stadion: St James' Park     |  |

### 1908
| 15 februarieHome Championship | Irlanda | 1 – 3  | Anglia           | Belfast, Irlanda  |  |
|                               | Hannon  | Report | Hilsdon Woodward | Stadion: Solitude |  |

| 16 martieHome Championship | Țara Galilor | 1 – 7  | Anglia                             | Wrexham, Țara Galilor      |  |
|                            | W. Davies    | Report | Woodward Windridge Wedlock Hilsdon | Stadion: Racecourse Ground |  |

| 4 aprilieHome Championship | Scoția | 1 – 1  | Anglia    | Glasgow, Scoția       |  |
|                            | Wilson | Report | Windridge | Stadion: Hampden Park |  |

| 6 iunieMeci amical | Austria   | 1 – 6  | Anglia                              | Viena, Austria           |  |
|                    | Schmieger | Report | Windridge Woodward Hilsdon Bridgett | Stadion: Cricketer Platz |  |

| 8 iunieMeci amical | Austria | 1 – 11 | Anglia                                                 | Viena, Austria |  |
|                    | Hirschl | Report | Woodward Windridge Rutherford Bradshaw Warren Bridgett |                |  |

| 10 iunieMeci amical | Ungaria | 0 – 7  | Anglia                                | Budapesta, Ungaria             |  |
|                     |         | Report | Rutherford Hilsdon Windridge Woodward | Stadion: Millenáris Sporttelep |  |

| 13 iunieMeci amical | Boemia | 0 – 4  | Anglia                                 | Praga, Bohemia         |  |
|                     |        | Report | Hilsdon -' (pen.) Windridge Rutherford | Stadion: Letná Stadion |  |

### 1909
| 13 februarieHome Championship | Anglia                     | 4 – 0  | Irlanda | Bradford, Anglia               |  |
|                               | Hilsdon -' (pen.) Woodward | Report |         | Stadion: Park Avenue (stadium) |  |

| 15 martieHome Championship | Anglia         | 2 – 0  | Țara Galilor | Nottingham, Anglia   |  |
|                            | Holley Freeman | Report |              | Stadion: City Ground |  |

| 3 aprilieHome Championship | Anglia | 2 – 0  | Scoția | Londra, Anglia          |  |
|                            | Wall   | Report |        | Stadion: Crystal Palace |  |

| 29 maiMeci amical | Ungaria        | 2 – 4  | Anglia                    | Budapesta, Ungaria             |  |
|                   | Késmárky Grósz | Report | Bridgett Woodward Fleming | Stadion: Millenáris Sporttelep |  |

| 31 maiMeci amical | Ungaria            | 2 – 8  | Anglia                  | Budapesta, Ungaria             |  |
|                   | Scholsser Mészáros | Report | Fleming Woodward Holley | Stadion: Millenáris Sporttelep |  |

| 1 iunieMeci amical | Austria  | 1 – 8  | Anglia                       | Viena, Austria |  |
|                    | Neubauer | Report | Woodward Halse Holley Warren |                |  |

## 1910s

### 1910
| 12 februarieHome Championship | Irlanda  | 1 – 1  | Anglia  | Belfast, Irlanda  |  |
|                               | Thompson | Report | Fleming | Stadion: Solitude |  |

| 14 martieHome Championship | Țara Galilor | 0 – 1  | Anglia | Cardiff, Țara Galilor      |  |
|                            |              | Report | Ducat  | Stadion: Cardiff Arms Park |  |

| 2 aprilieHome Championship | Scoția         | 2 – 0  | Anglia | Glasgow, Scoția       |  |
|                            | McMenemy Quinn | Report |        | Stadion: Hampden Park |  |

### 1911
| 11 februarieHome Championship | Anglia         | 2 – 1  | Irlanda | Derby, Anglia            |  |
|                               | Shepherd Evans | Report | McAuley | Stadion: Baseball Ground |  |

| 13 martieHome Championship | Anglia        | 3 – 0  | Țara Galilor | Londra, Anglia   |  |
|                            | Woodward Webb | Report |              | Stadion: The Den |  |

| 1 aprilieHome Championship | Anglia  | 1 – 1  | Scoția  | Liverpool, Anglia      |  |
|                            | Stewart | Report | Higgins | Stadion: Goodison Park |  |

### 1912
| 10 februarieHome Championship | Irlanda | 1 – 6  | Anglia                         | Dublin, Irlanda         |  |
|                               | Hamill  | Report | Fleming Holley Freeman Simpson | Stadion: Dalymount Park |  |

| 11 martieHome Championship | Țara Galilor | 0 – 2  | Anglia         | Wrexham, Țara Galilor      |  |
|                            |              | Report | Holley Freeman | Stadion: Racecourse Ground |  |

| 23 martieHome Championship | Scoția | 1 – 1  | Anglia | Glasgow, Scoția       |  |
|                            | Wilson | Report | Holley | Stadion: Hampden Park |  |

### 1913
| 15 februarieHome Championship | Irlanda   | 2 – 1  | Anglia | Belfast, Irlanda      |  |
|                               | Gillespie | Report | Buchan | Stadion: Windsor Park |  |

| 17 martieHome Championship | Anglia                          | 4 – 3  | Țara Galilor         | Bristol, Anglia      |  |
|                            | Fleming Latheron McCall Hampton | Report | Davis Peake Meredith | Stadion: Ashton Gate |  |

| 5 aprilieHome Championship | Anglia  | 1 – 0  | Scoția | Londra, Anglia           |  |
|                            | Hampton | Report |        | Stadion: Stamford Bridge |  |

### 1914
| 14 februarieHome Championship | Anglia | 0 – 3  | Irlanda         | Middlesbrough, Anglia  |  |
|                               |        | Report | Lacey Gillespie | Stadion: Ayresome Park |  |

| 16 martieHome Championship | Țara Galilor | 0 – 2  | Anglia        | Cardiff, Țara Galilor |  |
|                            |              | Report | Smith Wedlock | Stadion: Ninian Park  |  |

| 14 aprilieHome Championship | Scoția                | 3 – 1  | Anglia  | Glasgow, Scoția       |  |
|                             | Thomson Reid McMenemy | Report | Fleming | Stadion: Hampden Park |  |

### 1919
| 25 octombrieHome Championship | Irlanda | 1 – 1  | Anglia | Belfast, Irlanda      |  |
|                               | Ferris  | Report | Cock   | Stadion: Windsor Park |  |

## 1920s

### 1920
| 15 martieHome Championship | Anglia | 1 – 2  | Țara Galilor    | Londra, Anglia    |  |
|                            | Buchan | Report | Davies Richards | Stadion: Highbury |  |

| 10 aprilieHome Championship | Anglia                      | 5 – 4  | Scoția                  | Sheffield, Anglia     |  |
|                             | Cock Quantrill Kelly Morris | Report | Miller Wilson Donaldson | Stadion: Hillsborough |  |

| 23 octombrieHome Championship | Anglia       | 2 – 0  | Irlanda | Sunderland, Anglia  |  |
|                               | Kelly Walker | Report |         | Stadion: Roker Park |  |

### 1921
| 14 martieHome Championship | Țara Galilor | 0 – 0  | Anglia | Cardiff, Țara Galilor |  |
|                            |              | Report |        | Stadion: Ninian Park  |  |

| 9 aprilieHome Championship | Scoția                   | 3 – 0  | Anglia | Glasgow, Scoția       |  |
|                            | Wilson Cunningham Morton | Report |        | Stadion: Hampden Park |  |

| 21 maiMeci amical | Belgia | 0 – 2  | Anglia          | Bruxelles, Belgia               |  |
|                   |        | Report | Buchan Chambers | Stadion: Oscar Bossaert Stadium |  |

| 22 octombrieHome Championship | Irlanda   | 1 – 1  | Anglia | Belfast, Irlanda      |  |
|                               | Gillespie | Report | Kirton | Stadion: Windsor Park |  |

### 1922
| 13 martieHome Championship | Anglia | 1 – 0  | Țara Galilor | Liverpool, Anglia |  |
|                            | Kelly  | Report |              | Stadion: Anfield  |  |

| 8 aprilieHome Championship | Anglia | 0 – 1  | Scoția | Birmingham, Anglia  |  |
|                            |        | Report | Wilson | Stadion: Villa Park |  |

| 21 octombrieHome Championship | Anglia   | 2 – 0  | Irlanda | West Bromwich, Anglia  |  |
|                               | Chambers | Report |         | Stadion: The Hawthorns |  |

### 1923
| 5 martieHome Championship | Țara Galilor | 2 – 2  | Anglia          | Cardiff, Țara Galilor |  |
|                           | Keenor Jones | Report | Chambers Watson | Stadion: Ninian Park  |  |

| 19 martieMeci amical | Anglia                             | 6 – 1  | Belgia   | Londra, Anglia    |  |
|                      | Hegan Mercer Chambers Seed Bullock | Report | Vlaminck | Stadion: Highbury |  |

| 14 aprilieHome Championship | Scoția            | 2 – 2  | Anglia       | Glasgow, Scoția       |  |
|                             | Cunningham Wilson | Report | Kelly Watson | Stadion: Hampden Park |  |

| 10 maiMeci amical | Franța   | 1 – 4  | Anglia             | Paris, Franța           |  |
|                   | Dewaquez | Report | Hegan Buchan Creek | Stadion: Stade Pershing |  |

| 21 maiMeci amical | Suedia | 2 – 4  | Anglia                  | Stockholm, Suedia |  |
|                   | Dahl   | Report | Walker Thornewell Moore | Stadion: Råsunda  |  |

| 20 octombrieHome Championship | Irlanda         | 2 – 1  | Anglia   | Belfast, Irlanda      |  |
|                               | Gillespie Croft | Report | Bradford | Stadion: Windsor Park |  |

| 1 noiembrieMeci amical | Belgia                        | 2 – 2  | Anglia        | Antwerp, Belgia        |  |
|                        | Larnoe Schelstraete -' (pen.) | Report | Brown Roberts | Stadion: Bosuilstadion |  |

### 1924
| 3 martieHome Championship | Anglia  | 1 – 2  | Țara Galilor     | Blackburn, Anglia   |  |
|                           | Roberts | Report | W. Davies Vizard | Stadion: Ewood Park |  |

| 12 aprilieHome Championship | Anglia | 1 – 1  | Scoția           | Londra, Anglia           |  |
|                             | Walker | Report | Taylor -' (o.g.) | Stadion: Wembley Stadium |  |

| 17 maiMeci amical | Franța   | 1 – 3  | Anglia         | Paris, Franța           |  |
|                   | Dewaquez | Report | Gibbins Storer | Stadion: Stade Pershing |  |

| 22 octombrieHome Championship | Anglia               | 3 – 1  | Irlanda   | Liverpool, Anglia      |  |
|                               | Kelly Bedford Walker | Report | Gillespie | Stadion: Goodison Park |  |

| 8 decembrieMeci amical | Anglia         | 4 – 0  | Belgia | West Bromwich, Anglia  |  |
|                        | Bedford Walker | Report |        | Stadion: The Hawthorns |  |

### 1925
| 28 februarieHome Championship | Țara Galilor | 1 – 2  | Anglia  | Swansea, Țara Galilor |  |
|                               | Keenor       | Report | Roberts | Stadion: Vetch Field  |  |

| 4 aprilieHome Championship | Scoția    | 2 – 0  | Anglia | Glasgow, Scoția       |  |
|                            | Gallacher | Report |        | Stadion: Hampden Park |  |

| 21 maiMeci amical | Franța         | 2 – 3  | Anglia                              | Paris, Franța     |  |
|                   | Boyer Dewaquez | Report | Gibbins Bonnardel -' (o.g.) Dorrell | Stadion: Colombes |  |

| 24 octombrieHome Championship | Irlanda | 0 – 0  | Anglia | Belfast, Irlanda      |  |
|                               |         | Report |        | Stadion: Windsor Park |  |

### 1926
| 1 martieHome Championship | Anglia | 1 – 3  | Țara Galilor     | Londra, Anglia         |  |
|                           | Walker | Report | Fowler W. Davies | Stadion: Selhurst Park |  |

| 17 aprilieHome Championship | Anglia | 0 – 1  | Scoția  | Manchester, Anglia    |  |
|                             |        | Report | Jackson | Stadion: Old Trafford |  |

| 24 maiMeci amical | Belgia      | 3 – 5  | Anglia                 | Antwerp, Belgia          |  |
|                   | Thys Braine | Report | Osborne Johnson Carter | Stadion: Olympic Stadium |  |

| 20 octombrieHome Championship | Anglia               | 3 – 3  | Irlanda                | Liverpool, Anglia |  |
|                               | Brown Spence Bullock | Report | Gillespie Irvine Davey | Stadion: Anfield  |  |

### 1927
| 12 februarieHome Championship | Țara Galilor       | 3 – 3  | Anglia      | Wrexham, Țara Galilor      |  |
|                               | L. Davies W. Lewis | Report | Dean Walker | Stadion: Racecourse Ground |  |

| 2 aprilieHome Championship | Scoția | 1 – 2  | Anglia | Glasgow, Scoția       |  |
|                            | Morton | Report | Dean   | Stadion: Hampden Park |  |

| 11 maiMeci amical | Belgia   | 1 – 9  | Anglia                      | Bruxelles, Belgia               |  |
|                   | Vanhalme | Report | Brown Hulme Rigby Dean Page | Stadion: Oscar Bossaert Stadium |  |

| 21 maiMeci amical | Luxemburg      | 2 – 5  | Anglia            | Luxemburg, Luxemburg           |  |
|                   | Hubert Lefevre | Report | Dean Kelly Bishop | Stadion: Stade de la Frontière |  |

| 26 maiMeci amical | Franța | 0 – 6  | Anglia                            | Paris, Franța     |  |
|                   |        | Report | Brown Dean Rollet -' (o.g.) Rigby | Stadion: Colombes |  |

| 22 octombrieHome Championship | Irlanda                | 2 – 0  | Anglia | Belfast, Irlanda      |  |
|                               | Jones -' (o.g.) Mahood | Report |        | Stadion: Windsor Park |  |

| 28 noiembrieHome Championship | Anglia           | 1 – 2  | Țara Galilor       | Burnley, Anglia    |  |
|                               | Keenor -' (o.g.) | Report | W. Lewis -' (o.g.) | Stadion: Turf Moor |  |

### 1928
| 31 maiHome Championship | Anglia | 1 – 5  | Scoția        | Londra, Anglia           |  |
|                         | Kelly  | Report | Jackson James | Stadion: Wembley Stadium |  |

| 17 maiMeci amical | Franța    | 1 – 5  | Anglia               | Paris, Franța     |  |
|                   | Langiller | Report | Stephenson Jack Dean | Stadion: Colombes |  |

| 19 maiMeci amical | Belgia   | 1 – 3  | Anglia        | Antwerp, Belgia          |  |
|                   | Moeschal | Report | Dean Matthews | Stadion: Olympic Stadium |  |

| 22 octombrieHome Championship | Anglia     | 2 – 1  | Irlanda | Liverpool, Anglia      |  |
|                               | Hulme Dean | Report | Babrick | Stadion: Goodison Park |  |

| 17 noiembrieHome Championship | Țara Galilor  | 2 – 3  | Anglia     | Swansea, Țara Galilor |  |
|                               | Fowler Keenor | Report | Hulme Hine | Stadion: Vetch Field  |  |

### 1929
| 13 aprilieHome Championship | Scoția | 1 – 0  | Anglia | Glasgow, Scoția       |  |
|                             | Cheyne | Report |        | Stadion: Hampden Park |  |

| 9 maiMeci amical | Franța   | 1 – 4  | Anglia       | Paris, Franța     |  |
|                  | Dewaquez | Report | Kail Camsell | Stadion: Colombes |  |

| 11 maiMeci amical | Belgia   | 1 – 5  | Anglia                   | Bruxelles, Belgia   |  |
|                   | Moeschal | Report | Camsell -' (pen.) Carter | Stadion: Parc Duden |  |

| 15 maiMeci amical | Spania                | 4 – 3  | Anglia          | Madrid, Spania                 |  |
|                   | Rubio Lazcano Goiburu | Report | Carter Bradford | Stadion: Estadio Metropolitano |  |

| 19 octombrieHome Championship | Irlanda | 0 – 3  | Anglia       | Belfast, Irlanda      |  |
|                               |         | Report | Hine Camsell | Stadion: Windsor Park |  |

| 20 noiembrieHome Championship | Anglia                 | 6 – 0  | Țara Galilor | Londra, Anglia           |  |
|                               | Johnson Camsell Adcock | Report |              | Stadion: Stamford Bridge |  |